# بالان (سردشت)
بالان هي قرية في مقاطعة سردشت، إيران. عدد سكان هذه القرية هو 158 في سنة 2006.